# Nosatkovití
Nosatkovití (Cycloramphinae) je podčeleď malých žab, které žijí na jihozápadním pobřeží Jižní Ameriky. Monotypickému rodu nosatka (Rhinoderma) jsou podřazeny pouze dva druhy – nosatka Darwinova a nosatka rezavá, přičemž nosatka rezavá (Rhinoderma rufum) je kriticky ohrožená. Vzhledem ke skutečnosti, že od roku 1978 nemáme objektivně potvrzeno, že byla spatřena, může už být dokonce vyhynulá. Známější nosatka Darwinova (Rhinoderma darwinii) je zranitelný druh.
Oba druhy nosatek jsou pozoruhodné neobvyklým způsobem rozmnožování, neboť jejich pulci se líhnou a vyvíjejí v hrdle samců. Samička klade vajíčka na zem, sameček je pak přemístí do svého zvětšeného rezonančního měchýřku. Sameček nosatky rezavé poté přenese vylíhlé pulce k vodnímu zdroji, do něhož je vypustí, a nechá je dospět. Pulci nosatky Darwinovy zůstávají v otcovském rezonančním měchýřku až do své proměny. Samci tak mohou nosit mezi 5 až 15 pulci. Nosatky jsou tímto chováním mezi žábami ojedinělé.
Tyto malé, asi 3 cm velké žáby mají dlouhý úzký nos a jsou převážně suchozemské.